# Pseudopaludicola giarettai
Espèce
Pseudopaludicola giarettai est une espèce d'amphibiens de la famille des Leptodactylidae.

## Répartition
Cette espèce est endémique du Brésil. Elle se rencontre du Nord-Est du Goiás au centre du Minas Gerais. 

## Étymologie
Cette espèce est nommée en l'honneur d'Ariovaldo Antônio Giaretta.

## Publication originale
- Carvalho, 2012 : A new species of Pseudopaludicola Miranda-Ribeiro (Leiuperinae: Leptodactylidae: Anura) from the Cerrado of southeastern Brazil with a distinctive advertisement call pattern. Zootaxa, no 3328, p. 47-54.